# Isle of May

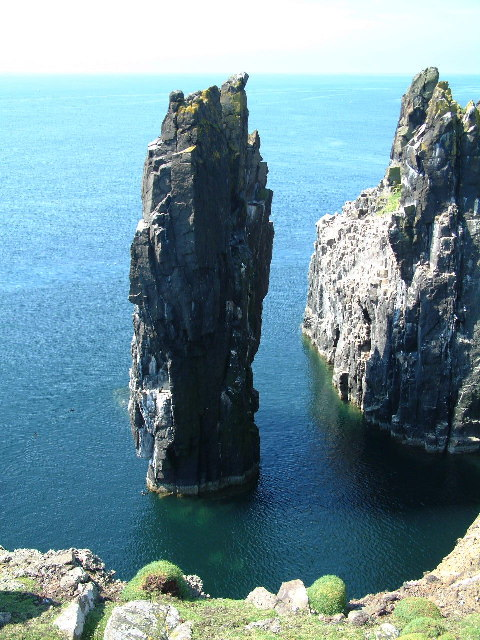
„The Bishop” – Isle of May

Isle of May (gael. Eilean Mháigh) – wyspa w Szkocji w wejściu do zatoki Firth of Forth, ok. 8 km od brzegu szkockiego. Ma około 1,5–2,5 km długości i mniej niż pół kilometra szerokości. Wyspa jest rezerwatem przyrody (National Nature Reserve) i jest zamknięta dla zwiedzających od 1 października do 1 maja, aby zapobiec niepokojeniu młodych fok i lęgowisk ptaków. Podczas szczytu lęgowego gniazduje na wyspie ponad 200 tysięcy ptaków morskich.
Na wyspie są dwie latarnie morskie, z których pierwsza węglowa jest z lat 1635–1636, a druga jest z roku 1816.
W roku 1918 obok wyspy miała miejsce Bitwa koło wyspy May.